# Marcel van Driel
Marcel van Driel (Arnhem, 4 februari 1967) is een Nederlandse schrijver, voornamelijk van kinderboeken.

## Levensloop
Van Driel groeide op in de Zuidwijken van Zutphen. Hij is van jongs af vertrouwd geweest met thrillers, magische boeken, griezelverhalen, sciencefiction en sprookjes. Hij maakt films en schrijft boeken voor kinderen en volwassenen. Zijn eerste boek, Een Elfje in de Sneeuw, verscheen in 2002. In 2004 volgde De Sprookjesspeurders als eerste deel van een sprookjestrilogie  in de serie Leesleeuw.
In maart 2005 verscheen het tweede deel uit de reeks, De Drie Sneeuwwitjes, en een jaar later werd de serie afgesloten met Droomroosje. In datzelfde jaar verscheen Straatwijs, een achtervolgingsthriller met alleen maar vrouwen in de hoofdrol. Het boek is een ode is aan Van Driels favoriete stad Rotterdam. In april 2005 verscheen Help, Katman! Help!, een boek over een jongen die op school gepest wordt en wel een heel bijzondere manier heeft gevonden om daar mee om te gaan.
In september 2007 verscheen de internetthriller Subroza.nl, met in de hoofdrol ONM-acteur Sander de Heer. In maart 2010 kwam er een vervolg op Subroza.nl, namelijk Subroza2.nl. In september 2011 verscheen zijn debuut bij uitgeverij De Fontein: Superhelden.nl, opnieuw een jeugdthriller gekoppeld aan een online game. Het tweede deel van Superhelden.nl verscheen eind 2012. Het derde en laatste deel verscheen in 2014. In Duitsland kwam de trilogie uit onder de naam 'Pala'.
In mei 2013 verscheen zijn eerste non-fictieboek voor volwassenen 'Waanzinnige Plannen! - En hoe ze te realiseren', in 2015 gevolgd door 'Geen Tijd, Geen Geld, Toch Doen'. 
Van Driel heeft meer dan vijftig boeken gemaakt en twee videospellen. De prentenboeken rond Bino de sneeuwwitte pinguïn die hij samen maakte met illustrator Vera de Backker verschenen in 2013 in China, Thailand, Vietnam en Turkije.

## Privé
De schrijver heeft twee zonen. 